# 마르실리우스

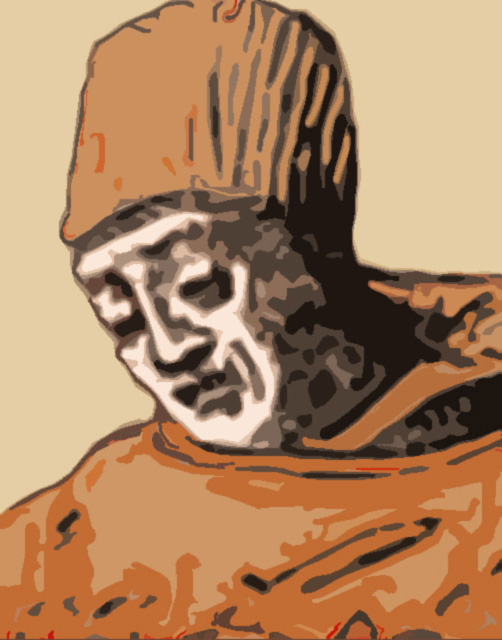

마르실리우스 파타비누스(라틴어: Marsilius Patavinus, 이탈리아어: Marsilio da Padova 마르실리오 다 파도바[*]: 1275년 ~ 1342년)는 중세의 유명한 정치철학자이다. 이탈리아 파도바에서 태어나 파도바 대학교에서 의학을 공부하였으며 파리 대학교에서는 오컴의 윌리엄 밑에서 신학과 철학을 배웠다. 그는 파리에서 의학, 철학, 신학을 가르쳤으며 1313년에는 파리 대학교의 총장이 되었다. 그는 자신의 논쟁적인 저작 평화의 수호자를 루트비히에게 헌정하고 세속 정부 권력의 독자성을 강력하게 옹호함으로써 제권주의자의 면모를 보여주었다.

## 참고 문헌
- 이상영, 이재승 공저, 《법사상사》, 한국방송통신대학교출판부, 2005.
- 파도바의 마르실리우스, 《평화의 수호자(Defensor pacis/The Defender of Peace)》, 길, 2022(황정욱 옮김).